# Hermenias callimita
Hermenias callimita är en fjärilsart som beskrevs av Turner 1946. Hermenias callimita ingår i släktet Hermenias och familjen vecklare. Inga underarter finns listade i Catalogue of Life.